# Тране, Маркус
Маркус Тране (14 октября 1817, Кристиания ‒ 30 апреля 1890, О-Клэр, Висконсин, США) — норвежский политический и общественный деятель рабочего движения, журналист, один из первых агитаторов и руководителей рабочих протестов в Норвегии (в то время находившейся в унии со Швецией). По его имени названо массовое демократическое «движение транитариев» 1848—1851 годов.

## Биография
Родился в семье торговца и директора банка, который был осуждён за растрату и заключён в тюрьму, из-за чего семья оказалась предана позору и в сложном финансовом положении. В 15-летнем возрасте осиротел и некоторое время жил у родственников. В 1837 году покинул Норвегию и отправился во Францию через Германию и Швейцарию, но в Париже пробыл несколько месяцев, испытав там влияние утопического социализма, и в декабре 1837 года вернулся на родину. В 1840 году окончил артиум и поступил в университет изучать богословие, но в скором времени был вынужден оставить учёбу из-за нехватки денег.
11 августа 1841 года женился на Мари-Жозефине Бух, которой преподавал французский язык, переехав в Лиллехаммер и основав там вместе с ней частную школу; в браке у них родилось пять детей. В 1846 году супруги перенесли школу в Осгордстранд, но спустя год вернулись на прежнее место. В 1847 году Тране переехали в деревню Омот в Мудуме, где стал учителем в школе для детей рабочих стекольной фабрики. В апреле того же года был уволен вместе с 250 работниками из-за финансовых трудностей на предприятии. Затем семья переехала в Драммен, родной город его жены, где Тране стал редактором местной газеты «Drammens Adresse», но из-за своих радикальных взглядов был уволен после всего лишь пяти месяцев работы. В это время он уже начал свою политическую деятельность.
27 декабря 1848 года Тране основал «Drammens arbeiderforening» (Драмменский профсоюз), в который вошло 160 рабочих. В следующем году в рамках национальной организации было основано несколько других местных профсоюзов, после чего Тране начал издавать первую профсоюзную газету «Arbeiderforeningernes Blad»; в это время он активно ездил по Норвегии, способствуя созданию профсоюзов. В мае 1850 года профсоюз выступил с ходатайством к королю Швеции и Норвегии Оскару II и стортингу, подписанным 13000 членов. Профсоюз требовал всеобщего избирательного права, всеобщей воинской повинности (а не только для тех, кто не имеет собственности), равенства перед законом, улучшения образования и демократизации судов, снижения или отмены ввозных пошлин на товары первой необходимости, такие как зерно, и поддержку бедных фермеров с наделами (хусменов) в виде предоставления им пахотных земель на разумных условиях; также в духе христианского социализма ратовал за нравственное оздоровление общества. В ноябре правительство отклонило ходатайство, в ответ на что в феврале следующего года многие в профсоюзе стали высказываться в пользу восстания. Хотя Тране удалось предотвратить мятеж, власти воспользовались возможностью, чтобы арестовать его, что и произошло 7 июля 1851 года. Тране и 132 других членов были осуждены 25 июня 1855 года; Тране был приговорён к четырем годам лишения свободы в дополнение к четырем годам, которые прошли до окончательного вынесения приговора (при этом до 1856 года ему удавалось писать в тюрьме статьи для своей газеты). Без руководства Тране рабочее движение в Норвегии фактически распалось, и его попытки воссоздать его после выхода из тюрьмы оказались безуспешными.
После распада движения Тране стал фотографом, и когда его жена умерла в 1862 году, то эмигрировал с детьми в Соединённые Штаты. Там он вновь начал политическую деятельность среди скандинавских иммигрантов, продолжив также работать журналистом в норвежскоязычной печати. В 1865 году основал в Чикаго газету «Norske-Amerikanerne». В 1866 году начал издавать в Чикаго вторую газету, «Dagslyset», которая выходила до 1878 года. В 1883 году на короткое время приезжал в Норвегию для чтения лекций, но был разочарован приёмом и вернулся в США, где прожил до конца жизни и был похоронен там же. В 1880-х годах написал несколько коротких сатирических пьес.
Тране был известен как последовательный критик организованной религии (но атеистом не был): требовал запрета христианского богослужения и просил, чтобы на его похоронах присутствовали только свободомыслящие люди. В 1949 году его останки были перезахоронены в Норвегии. В современной Норвегии в его честь названы улицы во многих городах.